# Ouratea longifolia
Ouratea longifolia är en tvåhjärtbladig växtart som först beskrevs av Jean-Baptiste de Lamarck, och fick sitt nu gällande namn av Adolf Engler. Ouratea longifolia ingår i släktet Ouratea och familjen Ochnaceae. Utöver nominatformen finns också underarten O. l. microcalyx.